# Бейтс, Октавия Уильямс
Октавия Уильямс Бейтс (англ. Octavia Williams Bates; 1846, Детройт — 12 января 1911) — американский общественный деятель, писательница, суфражистка. Борец за предоставление высшего образования, избирательных и политических прав женщинам, реформу женской одежды и изменения в законах о разводе и браке в США.

## Биография

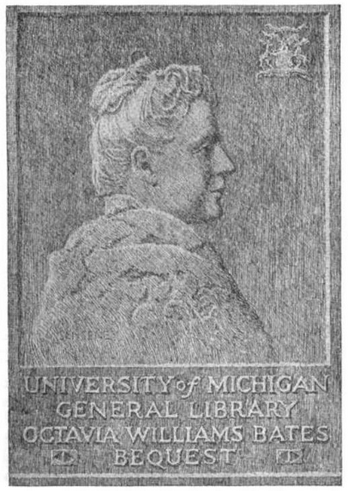
Экслибрис Главной библиотеки Мичиганского университета имени Октавии Уильямс Бейтс

Получила образование в государственных школах Детройта. Осенью 1873 года поступила на литературный факультет Мичиганского университета, который окончила в 1877 году. С 1894 по 1896 год обучалась на юридическом факультете Мичиганского университета.
Активно участвовала в общественном движении США, был членом совета директоров Ассоциации улучшения положения женщин, членом совета директоров Всеобщей федерации женских клубов и председателем комитета по иностранной корреспонденции этой организации. В 1899 году была членом Международного Женского конгресса в Лондоне. Бейтс также была членом одного из комитетов Национального совета женщин, организации, насчитывающей около 1 000 000 членов, президентом Детройтского женского клуба. Член организации Дочери американской революции.
Помимо участия в работе различных женских конгрессов и клубов, выступлений перед женскими коллективами, Бейтс была автором обзоров в журналах того времени, ряда других публикаций, особенно в журналах для женщин.
Участвовала в создании Главной библиотеки Мичиганского университета. Завещала щедрое наследство юридической библиотеке Мичиганского университета.